# Callopistria ganga
Callopistria ganga là một loài bướm đêm trong họ Noctuidae.